# Теневая черта (фильм)
«Теневая черта», или «Теневая полоса» (пол. Smuga cienia) — фильм польского режиссёра Анджея Вайды по одноимённой повести его соотечественника Джозефа Конрада. В 1976 году удостоен специального приза на национальном фестивале художественных фильмов в Гданьске.

## Сюжет
Индокитай конца XIX века. Молодой поляк, который служит на торговом флоте, беспричинно покидает корабль, чтобы вернуться на родину. Внезапно ему предлагают отвести в Сингапур корабль, оставшийся без капитана после его смерти. Молодой человек принимает командование, не учтя трудностей, которые готовят морякам капризная погода южных морей и тропическая лихорадка.

## Литературная основа
Фильм основан на повести польско-британского писателя Джозефа Конрада «Теневая черта. Признание» (1917). В основу сюжета положены события, участником которых стал Конрад на корабле «Отаго» в 1889 году. Главный герой повести — alter ego писателя — проходит своеобразное испытание морем, но эта тема трактуется Конрадом гораздо глубже, чем в авантюрной морской прозе. Непостижимость морской стихии для писателя сродни с непостижимостью и неисчерпаемостью человеческого «я». С другой стороны, происходящее в повести иногда трактуют как метафору первой мировой войны.

## Стиль
Единственный раз обратившись к жанру морского романа, Вайда снял фильм, почти лишенный характерной для него экспрессионистичности, попытался передать средствами кино интроспективную прозу Конрада. Режиссёр признавался, что это ему не совсем удалось. В результате «Теневая черта» запоминается прежде всего актёрской игрой молодого Марека Кондрата, завораживающими морскими пейзажами и музыкой Войцеха Килара.

## В ролях
- Марек Кондрат — капитан Джозеф Конрад
- Том Уилкинсон — кок Рэнсом
- Пётр Чесляк — Майлс
- Ежи Зельник — Роули
- Войцех Пшоняк
- Эугениуш Привезенцев — Франши